# 2021 en Birmanie
Cet article présente les faits marquants de l'année 2021 en Birmanie.

## Évènements
- 1er février :  Un coup d'État militaire renverse le gouvernement d'Aung San Suu Kyi.
- 23 février : Les États-Unis et l'Union européenne et ainsi que les pays du G7 annonce des sanctions contre la junte militaire birmane qui a renversé le gouvernement civil d'Aung San Suu Kyi, promettant de prendre d'autres mesures si l'armée utilisait à nouveau la force contre des manifestants.
- 6 décembre : Aung San Suu Kyi est condamnée à quatre ans de prison par la junte birmane au pouvoir après un coup d'État en février 2021[1].